# L’art pour l’art

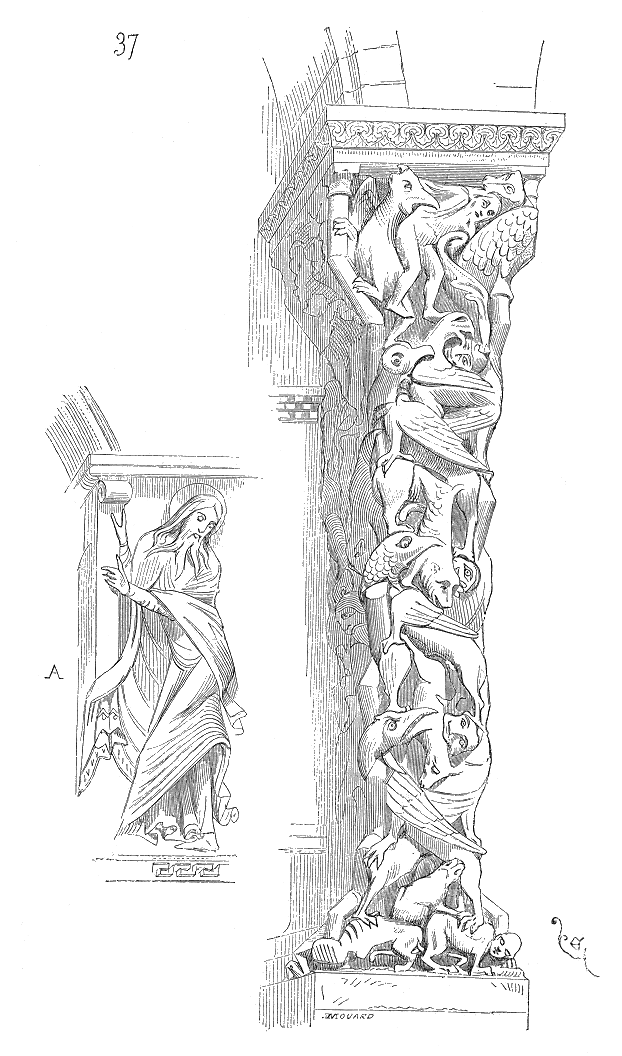

A l’art pour l’art (magyarul: ’művészet a művészetért’) kifejezés a művészet öncélúságát vallja, vagyis hogy a létét önnön szépsége indokolja, s éppen ezért nem kell semmilyen társadalmi, politikai, vallási, erkölcsi vagy gazdasági célt szolgálnia, az igazi művész feladata az örök szépség ábrázolása.

## Előzmények

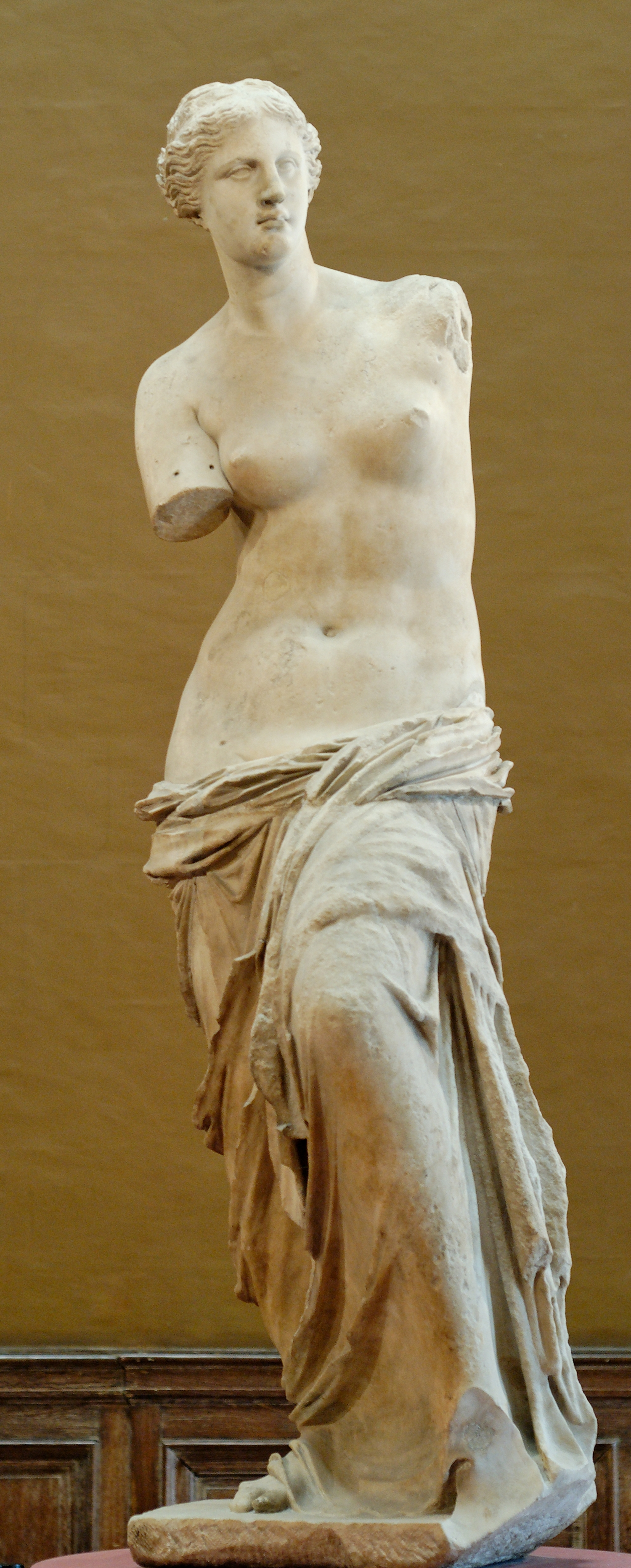
A Méloszi Aphrodité

A „l’art pour l’art” nem köthető feltétlenül a kifejezés megalkotásához, az már korábban is létezett, legjobb példa erre a Méloszi Aphrodité c. szobor, amelyet 1820-ban találtak meg Mílosz görög sziget közelében, s 1821-től a Louvre-ban tekinthető meg. Kr. sz. előtt kb. 100 évvel készülhetett, ma is csodájára jár a világ a szobor múlhatatlan szépségének, robusztus volta mellett is a nőiesség és a kecsesség, azaz az örök szépség szimbóluma, maga mögé utasította az addig legszebbnek tartott Medici-Venust.
Gondoljunk arra, hogy az angol William Blake költő, festő és grafikus saját korában teljes meg nem értettségben alkotott, az utókor számára meg kimeríthetetlen tárház az ő művészete. Egy korabeli esztéta megállapíthatta volna, hogy Blake a l’art pour l’art jegyében alkot.

## Története
Victor Cousin (1792-1867) francia filozófus az elsők közt fogalmazta meg a l’art pour l’art, az öncélú művészet jelszavát. Esztétikája szerint a művészeti formában a belső szellemi szépség jelenik meg. Az eszményi szépség nem az egyesben található, hanem maga az isten az, amely minden szép és fenséges ősforrása. A művész sajátos szépérzéke csupán önmagából táplálkozik.
Théophile Gautier (1811-1872) francia költő, író és kritikus esztétikai nézeteivel a parnasszizmus költői gyakorlatát igazolja. Szerinte a művészet az erkölcsi érdektől és a hasznosságtól független öncél (l’art pour l’art). A műalkotás legfőbb alkotó elemének a forma csiszoltságát tekinti. Gautier szerint csak az lehet szép, ami nem való semmire, a hasznos eleve rút, mert valamilyen szükségletet elégít ki.
A parnasse fő képviselői Gautier mellett Leconte de Lisle, követője Léon Dierx, François Coppée, José María de Heredia, Sully Prudhomme, Anatole France, Paul Verlaine. Charles Algernon Swinburne (1837-1909) a preraffaelitákhoz közel álló költő költeményei és verses drámái mellett jelentős kritikai írásokat tett közzé angol írókról, köztük William Blake-ről. Swinburne használta először a l’art pour l’art kifejezést az Angliában 1867-ben épp akkor elhunyt Charles Baudelaire-rel kapcsolatban, akitől Ave atque Vale című elégiájában búcsúzott el.
A 19. század közepétől a költészetben a l’art pour l’art egyik legtudatosabb képviselője a francia Stéphane Mallarmé, akinek legjobb barátja az impresszionista festészet szálláscsinálója, Édouard Manet.
Az angol Oscar Wilde Dorian Gray arcképe c. művében a szépséget az emberi élet mitikusan felfogott tartalmaként ábrázolja. 
Németországban Stefan George (1868-1933) és a köréhez tartozó költők és gondolkodók teremtették meg a német l’art pour l’art-ot. A művészet önmagáért elvet vallják, s megteremtik a fegyelmezett, tiszta nyelv ideálját. A sajátos george-i vers a maga egyszerű, szigorúan megkomponált szerkezetével, kemény és hideg méltóságával azt a benyomást kelti, mintha márványból faragták volna. A tartalmat idővel mágikus forrássá mitizálják, amely csak a beavatottak számára érthető.
Pierre-Auguste Renoir (1841-1919) festőművész alkotásai az örök szépségről, derűről, optimizmusról árulkodnak. A magyar Ferenczy Károly számos festménye, pl. Madárdal c., és Csók István számos alkotása is ebbe a körbe tartozik, pl. Tél a tavaszban, Keresztapa reggelije c. képei.
A l’art pour l’art-tól nem idegen a humor sem, jó példák Honoré Daumier karikatúrái. Sokszor egész művészeti társaság, művészeti irányzat számos tagja kötelezi el magát a l’art pour l’art mellett, pl. a parnasszizmus, a szimbolizmus költői, a naturalista és impresszionista festészet alkotói, egyes expresszionisták, a konceptuális művészet vagy az 1986-ban alakult magyar L’art pour l’art Társulat.
A kifejezés latin nyelvű megfelelője (ars gratia artis) megtalálható a Metro-Goldwyn-Mayer ikonikus logójában az oroszlán feje fölött.